# Jacek Beler
Jacek Beler (ur. 1983 w Zabrzu) – polski aktor teatralny i filmowy, wokalista zespołu Mięśnie. Od września 2009 do 2020 w zespole Teatru Powszechnego im. Zygmunta Hübnera w Warszawie, a od października 2020 roku w TR Warszawa.
Za rolę w przedstawieniu dyplomowym Moulin Noir otrzymał I nagrodę aktorską na Międzynarodowym Festiwalu Szkół Teatralnych w Brnie, a także nagrodę ZASP-u na Międzynarodowym Festiwalu Szkół Teatralnych w Warszawie. Jest również laureatem Przeglądu Piosenki Aktorskiej we Wrocławiu za rolę w spektaklu muzycznym O’Malley’s Bar.

## Życiorys
Jest synem Tomasza Belera, animatora, wieloletniego dyrektora Domu Muzyki i Tańca w Zabrzu, prowadzącego Impresariat Artystyczno Promocyjny Pro Arte, odznaczonego przez Ministra Kultury i Dziedzictwa Narodowego odznaką Zasłużony Działacz Kultury.
Jest absolwentem III Liceum Ogólnokształcącego w Zabrzu. W latach szkolnych związał się z istniejącym tam od 1974 Kabaretem „I, czyli cdn...”, gdzie poznał smak aktorstwa, co zadecydowało wkrótce o wyborze drogi zawodowej. Również w tym czasie wraz z przyjacielem Radosławem Rutkowskim założył swój pierwszy zespół. Losy obu mężczyzn zetknęły się na nowo dziewięć lat później w Warszawie, gdy założyli swój kolejny zespół.
Po liceum uczęszczał na roczne studium aktorskie Lart Studio w Krakowie, gdzie przygotowywał się do egzaminów do szkoły aktorskiej. W 2009 ukończył studia w Akademii Teatralnej im. Aleksandra Zelwerowicza w Warszawie.

## Twórczość teatralna
Zadebiutował jako aktor w 2008 w spektaklach Akademii Teatralnej: Bukowski Show (reż. Katarzyna Szyngiera), Miłość i gniew (reż. Mariusz Benoit). W tym samym roku został doceniony za rolę w przedstawieniu dyplomowym Moulin Noir w reżyserii Marcina Przybylskiego i fantastyczne wykonanie utworu Nicka Cave’a O’Malley’s Bar. Przed końcem studiów wystąpił jeszcze w spektaklu Sceny z Różewicza w reżyserii Wiesława Komasy. Po studiach dostał angaż w Teatrze Powszechnym im. Zygmunta Hübnera, gdzie grał do 2020 roku. Następnie dołączył do zespołu TR Warszawa.

### Role teatralne w Teatrze Powszechnym im. Zygmunta Hübnera
- Moryc – Zły Leopolda Tyrmanada (reż. Jan Buchwald, 2010)
- Titus Lartius – Koriolan Williama Shakespeare’a (reż. Gabriel Gietzky, 2011)
- Józek – Gdzie radość, tam cnota. Wariacje Tischnerowskie Józefa Tischnera (reż. Artur Więcek „Baron”, 2011)
- Mango – Czynny do odwołania Marcina Świetlickiego (reż. Piotr Bikont, 2012)
- Mastodont – Faza delta Radosława Paczochy (reż. Gabriel Gietzky, 2012)
- Mieczysław Walpurg – Wariat i zakonnica Stanisława Ignacego Witkiewicza (reż. Igor Gorzkowski, 2013)
- Romeo – Romeo i Julia Williama Shakespeare’a (reż. Grażyna Kania, 2013)
- Osip – Rewizor Nikołaja Gogola (reż. Igor Gorzkowski, 2014)
- Dołohow – Wojna i pokój. Fantazja na temat powieści Lwa Tołstoja (reż. Marcin Liber, 2014)
- Margines – Iwona, księżniczka z Burbona Magdy Fertacz (reż. Lena Frankiewicz, 2015)
- Szuman – Lalka Bolesława Prusa (reż. Wojciech Faruga, 2015)
- Student, Palacz – Krzyczcie, Chiny! Siergieja Tretiakowa (reż. Paweł Łysak, 2015)
- Korowiow – Każdy dostanie to, w co wierzy na motywach „Mistrza i Małgorzaty” Michaiła Bułhakowa (reż. Wiktor Rubin, 2016)
- Klątwa na motywach Stanisława Wyspiańskiego (reż. Oliver Frljić, 2017)
- Mewa Antoniego Czechowa (reż. Wojciech Faruga, 2017)

Źródło: Teatr Powszechny.

### Inne role teatralne
- Teatr Polonia – O’Malley’s Bar (reż. Karolina Kolendowicz, 2009)
- OCH-Teatr – Milenikow – Wassa Żeleznowa Maksyma Gorkiego (reż. Waldemar Raźniak, 2010)
- Komuna/Warszawa – Jesteś Bogiem: Paktofonika – Bohaterowie czasów transformacji (reż. Krzysztof Skonieczny, Paweł Dobrowolski, 2010)
- przedstawienie impresaryjne: Szpilmania. Tych lat nie odda nikt Władysława Szpilmana (reż. Andrzej Strzelecki, 2011)
- Studio Teatralne Koło – Adam – Upadek Pierwszych ludzi (reż. Antoni Ferency, 2013)
- Spektakl telewizyjny – Kiszka – Hanoch odchodzi bez słowa (reż. Dariusz Błaszczyk, 2016)
- Spektakl telewizyjny – Człowiek Torba – Dzień dobry, wszyscy umrzemy (reż. Joanna Kaczmarek, 2016)

### Słuchowiska radiowe
- TPR – Grześ Stopka – Miód kasztelański – Józefa Ignacego Kraszewskiego (reż. Henryk Rozen, 2008)
- TPR – Ucho – Jaka piękna katastrofa – Andrzeja Mularczyka (reż. Janusz Kukuła, 2009)
- TPR – Napastnik 1 – Siekierezada – Edwarda Stachury (reż. Jan Warenycia, 2009, 2010, 2012)
- TPR – Strażnik 1 – Kiedy nie mogę uciec – Jacka Raginisa (reż. Jacek Raginis, 2010)
- TPR – Anoda – Pokolenie – Jana Warenyci (reż. Jan Warenycia, 2010)
- TPR – Piętno – Jana Warenyci (reż. Jan Warenycia, 2010)
- Wieczór Ze Słuchowiskiem – Diabelski Młyn – Artura Pałygi (reż. Paweł Łysak, 2014)
- Teatr Radia RDC – Przyjdzie Mordor i nas zje, czyli tajna historia słowian[4] – Ziemowita Szczerka (reż. Paweł Łysak, 2014)
- Polskie Radio – Lennie – Myszy i ludzie – Johna Steinbecka (reż. Mariusz Malec, 2015)
- Polskie Radio – Implozja – Małgorzaty Sikorskiej-Miszczuk (reż. Paweł Łysak, 2015)

Źródło: sluchowiska.ugu.pl.

## Filmografia
Zadebiutował na dużym ekranie w 2008 u boku Daniela Olbrychskiego w polsko-rosyjskim melodramacie Tylko nie teraz w reż. Walerija Pendrakowskiego.
Ma za sobą kilka gościnnych ról w filmach (m.in. Bez wstydu, Jesteś Bogiem), a także w serialach (m.in. Ratownicy, Układ Warszawski, Czas honoru, Prawo Agaty). Zagrał w filmie Sęp z 2012, gdzie wcielił się w postać zaburzonego psychicznie mordercy – Waleriana Lemana, a także w serialu produkcji HBO z 2014 Wataha (rola Cinka).

### Filmy fabularne
- 2008: Tolko nie siejczas (reż. Walerij Pendrakowski), jako Krzysztof
- 2010: Wierność (reż. Paweł Woldan), jako Adam
- 2010: Mam cię na taśmie (reż. Maciej Buchwald), jako typ z liceum
- 2012: Ostatnie piętro (reż. Tadeusz Król)
- 2012: Bez wstydu (reż. Filip Marczewski)
- 2012: Jesteś Bogiem (reż. Leszek Dawid), jako Adaś
- 2012: Sęp (reż. Eugeniusz Korin), jako Walerian Leman
- 2012: Faza delta (reż. Robert Gliński), jako Mastodont
- 2013: Mistrz zen (reż. Maciej Gajewski), jako Stefan Wugong
- 2014: Miasto 44 (reż. Jan Komasa), jako ojciec niemowlaka
- 2015: Performer (reż. Maciej Sobieszczański, Łukasz Ronduda), jako artysta
- 2015: Żyć nie umierać (reż. Maciej Migas), jako Kapeć
- 2015: Łańcuchy pokarmowe terenów zalesionych (reż. Maciej Gajewski)
- 2015: Luna (reż. Filip Gieldon), jako Miko
- 2015: 2930 Inferno (reż. Bruno Brejt)
- 2016: Semper fidelis (reż. Maciej Gajewski)
- 2016: Powidoki (reż. Andrzej Wajda), jako milicjant
- 2016: Najpiękniejsze fajerwerki ever (reż. Aleksandra Terpińska), jako Dżabi
- 2017: Zgoda (reż. Maciej Sobieszczański) jako strażnik Wysoki
- 2017: Polandja (reż. Cyprian T. Olencki), jako złodziej
- 2018: Łowcy (reż. Diana Zamojska), jako Maciek „Królik”
- 2018: Kler (reż. Wojciech Smarzowski), jako Ksiądz „Petarda”
- 2018: 53 wojny (reż. Ewa Bukowska), jako saper
- 2019: Diablo. Wyścig o wszystko (reż. Michał Otłowski, Daniel Markowicz), jako Rams
- 2020: 25 lat niewinności. Sprawa Tomka Komendy (reż. Jan Holoubek), jako więzień Marian Sochalski „Słodki”
- 2020: Wiedźma Mirakl (reż. Katarzyna Jungowska), jako śmierć
- 2021: Inni Ludzie (reż. Aleksandra Terpińska), jako Kamil

### Seriale
- 2010: Ratownicy, jako Maciek „Jogi”
- 2010: Ludzie Chudego, jako dresiarz (odc. 1)
- 2011: Układ warszawski, jako Mirosław Chudecki „Chudy”
- 2012: Ranczo, jako przemytnik
- 2013: Komisarz Alex, jako Olaf Szydło
- 2013: Czas honoru, jako podkomendny „Generała”
- 2014: Przyjaciółki, jako weterynarz
- 2014: Prawo Agaty, jako muzyk Henryk Piątek „MC Kizior”
- 2014: Wataha, jako Cinek
- 2015: Dziewczyny ze Lwowa, jako szwagier Igora
- 2016: Na dobre i na złe, jako Piotr Jordanowski
- 2016: Bodo, jako Felek
- 2016: Belfer, jako Wojtas, pracownik „Kumitylu”
- 2018: Ślepnąc od świateł, jako Sikor, diler narkotykowy
- 2018: Rojst, jako milicjant Marek Kulik
- 2020: Królestwo kobiet, jako Lewar
- 2021: Stulecie Winnych, jako Paweł Bartosiewicz (odc. 39)
- 2022: Wielka woda, jako Kalosz
- 2022–2024: Skazana, jako Mariusz Piotrowski „Mario”

Źródło: Filmpolski.pl.

## ZespółMięśnie
W 2012 wraz ze swoim przyjacielem z liceum, Radosławem Rutkowskim (muzyka, bas), założył zespół Mięśnie, prezentujący widowisko będące połączeniem post-punkowego koncertu i kabaretu. Twórczość ta wpisuje się w kanon współczesnej piosenki artystycznej, opierającej się na takich gatunkach muzycznych, jak funk, rock, punk, a nawet jazz. Sami twórcy określają się mianem 'post punk theatre funky group’. Jacek Beler jest liderem zespołu, reżyserem całości widowiska, autorem tekstów i wokalistą. Oprócz założycieli w skład grupy wchodzą: wokalistka Natalia Sikora, perkusista Marek Kuczyński, gitarzysta Krzysztof Nowicki. Gościnnie występują z nimi również trębacz Maurycy Idzikowski, puzonista Tomek Dworakowski i saksofonista Natan Kryszk.
26 maja 2014 zespół wydał swój debiutancki album, w skład którego wchodzą wyłącznie w pełni autorskie utwory. Zespół ma na swoim koncie także muzyczną aranżację utworu Wiesława Dymnego „Nałęże”. W ramach promocji albumu do utworu „Adrenalina” został zrealizowany teledysk.
Zespół występował m.in. na Festiwalu Dekonstrukcji Słowa w Częstochowie, w ramach Letniego Ogrodu Teatralnego w Katowicach, Festiwalu Konfrontacje Sztuki Kobiecej w Polskiej Filharmonii Sinfonia Baltica w Słupsku, Festiwalu Otwarta Ząbkowska w Warszawie i 320 metrów pod ziemią w Kopalni Guido w Zabrzu.
W 2014 zapewnili również oprawę muzyczną do słuchowiska Przyjdzie Mordor i nas zje (reż. Paweł Łysak) w Radiu RDC na motywach fabularyzowanego reportażu Ziemowita Szczerka, a w 2015 także do słuchowiska „Implozja” w reż. Pawła Łysaka, na podstawie tekstu Małgorzaty Sikorskiej-Miszczuk przygotowanego przez Program 2 Polskiego Radia we współpracy z Teatrem Powszechnym w Warszawie z okazji festiwalu Otwarta Ząbkowska.